# Settimana rossa (Argentina)
La settimana rossa (Semana roja in spagnolo) furono una serie di scontri scoppiati a Buenos Aires e in altre città dell'Argentina a seguito della brutale repressione operata dalla polizia in occasione della festa del 1º maggio del 1909.

## Antefatti
Nel primo decennio del XX secolo l'Argentina stava attraversando una fase di vertiginosa crescita economica. Il paese era governato dal 1880 da una serie di presidenti espressione del Partito Autonomista Nazionale (PAN), una forza politica vicina alle grandi famiglie aristocratiche e latifondiste del paese che mantenevano un controllo assoluto sulla vita politica ed economica del paese. Per garantirsi la gestione del potere, il PAN fece ricorso a sistematici brogli che gli garantivano in occasione di ogni tornata elettorale di assicurarsi la vittoria. Questo sistema faceva si che l'opposizione, principalmente l'Unione Civica Radicale, fosse sistematicamente esclusa da ogni posto governativo.

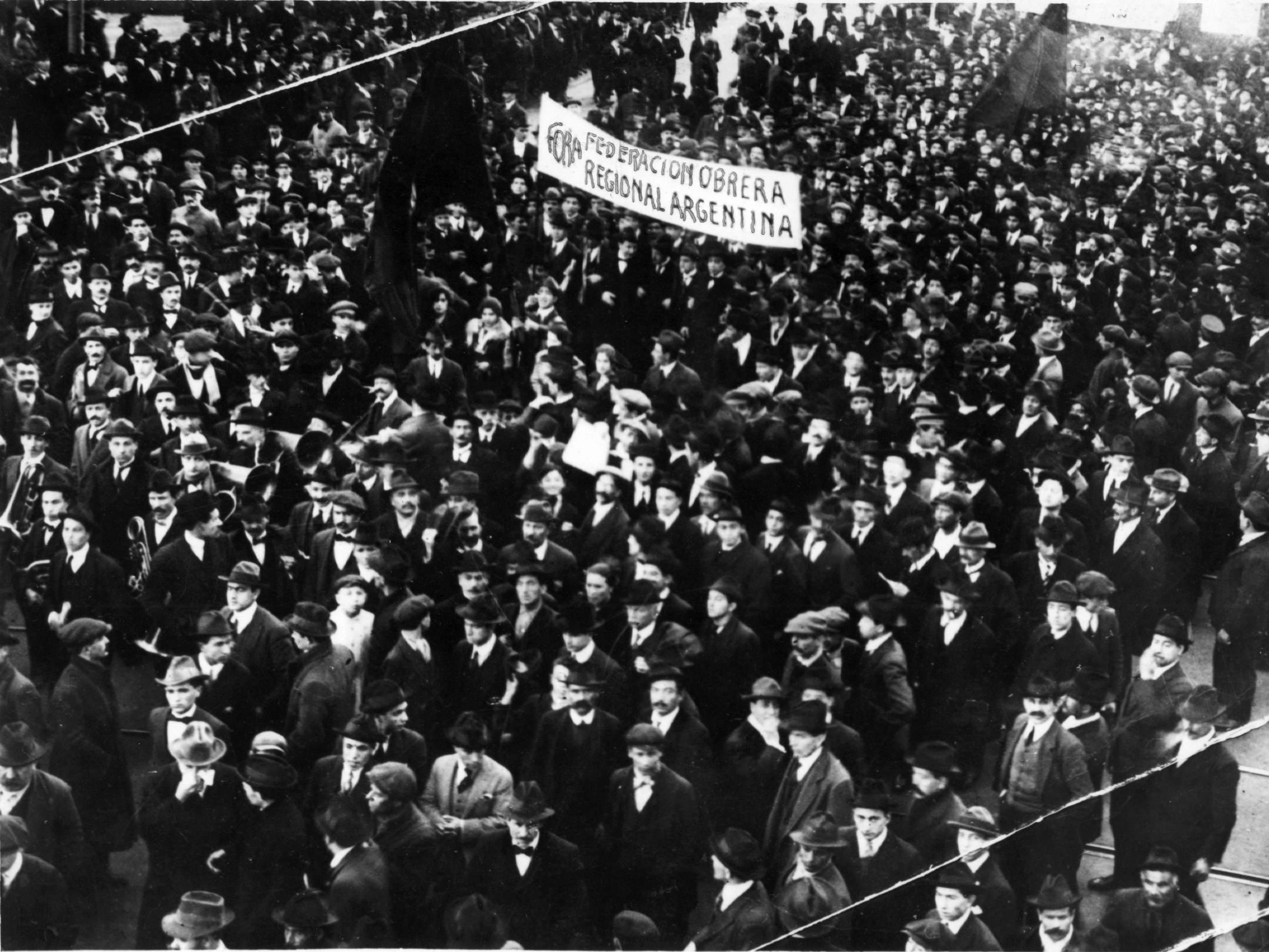
Manifestazione della FORA.

In quegli stessi anni l'Argentina era investita da un'enorme ondata migratoria, proveniente principalmente da Italia, Spagna e Europa orientale, in cerca di lavoro ed opportunità. Gran parte degli immigrati giunti nel paese però si ritrovarono ben presto a fronteggiare situazioni sociali e lavorative emergenziali. Per sopperire alla mancanza di tutele e protezione da parte dello stato, il proletariato argentino iniziò così ad organizzarsi. Tra i nuovi arrivati infatti in diversi avevano già militato nei paesi d'origine in movimenti politici o sindacali di tendenza socialista o anarchica. Nel 1901 sorse la Federación Obrera Argentina (FOA), il primo grande sindacato argentino. In seguito ad una scissione interna alla stessa FOA, diventata dal 1904 FORA e trazione anarchica, nascerà l'anno seguente l'Unión General de Trabajadores (UGT), a di orientamento socialista.
Allarmato dall'importante fase di riorganizzazione intrapresa dal proletariato locale, il governo argentino adottò alcune misure, come la legge di residenza del 1902 che facilitava l'espulsione e la deportazione degli immigrati accusati di turbare l'ordine pubblico. Accanto a queste misure lo stato adottò misure più pratiche, come la repressione violenta delle manifestazioni operaie. Nel 1904 infatti, in occasione della festa dei lavoratori maggio, la polizia di Buenos Aires aprì il fuoco contro il corteo della FORA uccidendo una quarantina di manifestanti. L'anno seguente, sempre in occasione del 1º maggio, la polizia a cavallo, noti come i cosacchi, su ordine del commissario Ramón Lorenzo Falcón, caricò una manifestazione sindacale in plaza Lavalle, di fronte al Teatro Colón uccidendo 4 persone e ferendone una cinquantina. Nel 1907 poi gli affittuari dei quartieri più poveri delle città argentine decisero di non pagare più i locatari a fronte di un aumento spropositato degli affitti. In occasione di quello che passò alla storia come lo sciopero delle scope la polizia di Buenos Aires, comandata sempre da Falcón, attuò nuovamente in maniera dura. I manifestanti infatti, per lo più donne e bambini, furono fatti sfollare mediante il gettito di acqua gelata nonostante fosse pieno inverno.

## Il 1º maggio 1909

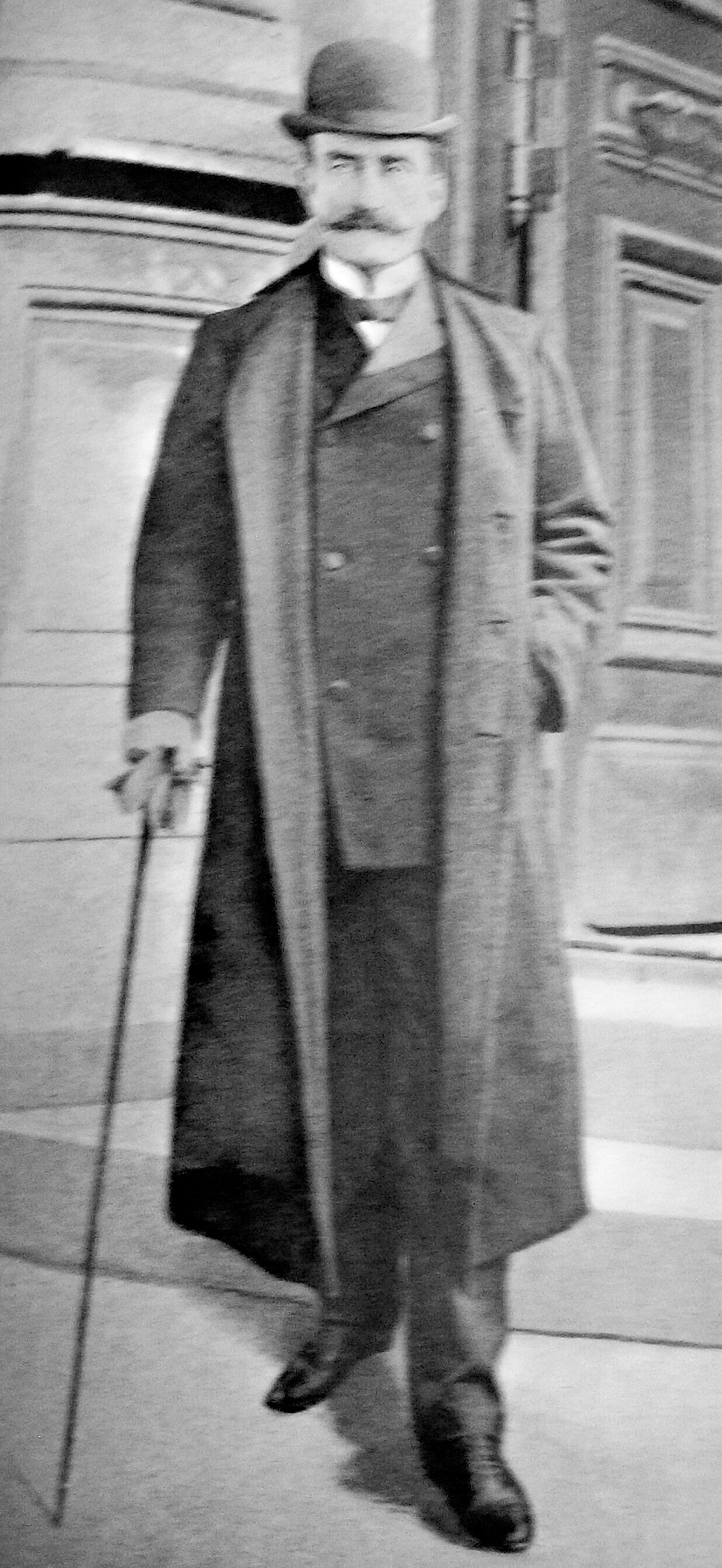
Il commissario Ramón Falcón

In occasione del 1º maggio 1909 furono organizzati a Buenos Aires due comizi. Il primo, socialista, sarebbe partito da plaza Constitución, il secondo, degli anarchici della FORA, in plaza Lorea, a pochi metri dal Palazzo del Congresso Nazionale. Quest'ultimo evento, a cui presero parte circa 1 500 manifestanti, era fortemente presidiato dalla polizia, guidata da Falcón in persona. Quando una colonna di anarchici tentò di entrare in plaza Lorea, le forze dell'ordine iniziarono bloccare con il pretesto di fermare un ricercato. Gli animi iniziarono a surriscaldarsi e ben presto cominciarono i primi scontri tra i manifestanti e la polizia. Ottenuto il pretesto per intervenire, Falcón ordinò ai suoi uomini di aprire il fuoco, disperdere i manifestanti e liberare la piazza e la vicina avenida de Mayo. Una scarica di proiettili investì i presenti che, presi dal panico iniziarono a fuggire lungo le strade limitrofe. Al termine degli scontri si contarono dodici morti e più di ottanta feriti. Diversi minorenni presenti alla manifestazione vennero poi tratti in arresto.

## La settimana rossa
Immediatamente la FORA e l'UGT organizzarono una manifestazione di protesta davanti alla Casa Rosada. Nei giorni successivi i due sindacati, insieme ad altri minori, proclamarono lo sciopero generale ad oltranza chiedendo la liberazione di quanti erano stati arrestati il 1º maggio, la riapertura dei locali sindacali chiusi dalla polizia nei giorni seguenti la strage. 
Nei giorni seguenti infatti, il commissario Falcón aveva ordinato la chiusura dei locali sindacali e l'arresto di 16 leader anarchici della manifestazione. Inoltre, dai mezzi di comunicazione vicini alle forze di sicurezza, cominciò a diffondersi la versione che gli eventi del 1º maggio erano dovuti a un "complotto russo-ebraico". Il presidente argentino José Figueroa Alcorta respinse le richieste dei manifestanti e difese l'operato della polizia elogiando la condotta di Falcón.
Il 4 maggio una folla di 80,000 persone si recò davanti all'obitorio per chiedere la restituzione delle salme delle vittime. Al rifiuto da parte delle autorità scoppiarono nuovi violenti scontri. La polizia allora fece chiudere le sedi di tutti i sindacati, sia anarco-sindacalisti che socialisti, così come gli organi di stampa La Vanguardia (socialista) e La Protesta (anarchica). A questa operazione si aggiunsero gruppi di civili e poliziotti in borghese che, al grido di "Viva la Patria", diedero fuoco alla tipografia di quest'ultimo e ad altri locali.
In tutto il paese i lavoratori delle ferrovie, degli scali portuali scesero in sciopero. Il 7 maggio una bomba esplose a bordo di un tram di Buenos Aires.
Dopo intensi negoziati con il governo di Figueroa Alcorta, attraverso il vicepresidente ad interim, lo sciopero generale fu revocato. Alcune delle richieste dei sindacati furono accettate, tra cui il rilascio dei detenuti del 1º Maggio. Nessun responsabile o esecutore del massacro fu mai chiamato a rispondere in tribunale.

## Conseguenze
Il 14 settembre successivo l'anarchico d'origine russa Simón Radowitzky lanciò una bomba che ferì mortalmente il commissario Falcón ed il suo segretario. 
Dopo le elezioni presidenziali del 1910 che, grazie ai soliti brogli, aveva visto imporsi il candidato del PAN Roque Sáenz Peña, gli anarchici convocarono un'enorme manifestazione denunciando la mancanza di libertà in Argentina. In vista delle celebrazioni del centenario della Rivoluzione di Maggio, il 13 maggio il governo proclamò lo stato d'assedio. Nei giorni successivi la polizia integrò tra le sue file giovani dell'alta borghesia di Buenos Aires per rastrellare le sedi del movimento anarchico, i locali delle collettività ebraiche e mediorientali e arrestare sospettati. Furono inoltre varate apposite misure legislative contro gli anarchici, come la pena di morte contro quanti fossero stati sorpresi mettere bombe o il carcere quanti fossero stati trovati con materiale di propaganda o il divieto d'ingresso nel paese ai militanti.